# 본 존스
본 프레더릭 랜들 존스(영어: Vaughan Frederick Randal Jones IPA: [vɔːn ˈfrɛd(ə)rɪk ˈrændl dʒoʊnz], 1952년 12월 31일 ~ 2020년 9월 6일) 박사는 뉴질랜드의 수학자이다. 그는 그의 폰 노이만 대수, 매듭 다항식, 등각 장론에 대한 업적으로 유명하다. 1990년에 필즈 메달을 수상하였다. 현재는 캘리포니아 대학교 버클리와 뉴질랜드 오클랜드 대학교의 석좌 동문 교수이다.
존스는 뉴질랜드의 기즈번에서 태어났다. 대학교육은 오클랜드 대학교에서 마쳤으나 그 이후 주로 해외에서 많은 시간을 보냈다.
존스가 매듭 다항식에 대해서 이룬 업적들 중에는, 지금은 존스 다항식이라고 불리는 것들이 있는데, 이것은 최초에는 알랭 콘느가 생각을 했던 함수 해석학의 몇 가지 문제들에서 뜻하지 않게 발견하게 된 것이다. 이 방법으로 매듭 이론의 어려운 몇 가지 고전적인 문제들에 해답을 주게 되었는데, 이것을 계기로 많은 사람들이 저차원 위상수학에 관심을 가지게 되었다.

## 학력
- 1968년~1972년: 오클랜드 대학교 (학사)
- 1972년~1973년: 오클랜드 대학교 (석사)
- 1976년~1979년: 제네바 대학교 (박사)